# Eunice nesiotes
Eunice nesiotes är en ringmaskart som först beskrevs av Chamberlin 1919.  Eunice nesiotes ingår i släktet Eunice och familjen Eunicidae. Inga underarter finns listade i Catalogue of Life.